# Eric Martsolf
Eric Martsolf (Harrisburg, 27 luglio 1971) è un attore statunitense.
È noto principalmente per il ruolo di Ethan Winthrop in Passions e di Brady Black in Il tempo della nostra vita.

## Biografia
Eric Martsolf è nato il 27 luglio 1971 a Harrisburg. Ha frequentato il Dickinson College a Carlisle. Successivamente, ha iniziato a cantava su una nave da crociera e ha fatto da modello per oltre 50 designer e aziende. Ha lavorato per un'emittente radiofonica e si è esibito come cantante e ballerino nel parco divertimenti Dollywood, a Pigeon Forge.

## Carriera
Ha iniziato a recitare nel 2001, nel cortometraggio The Cheater. Dal 2002 al 2008, ha interpretato Ethan Winthrop nella soap opera della NBC, Passions. Inoltre, nel 2002, ha recitato nel film Spanish Fly. Nel 2008, ha interpretato Paul Harris in un episodio della sesta stagione di NCIS - Unità anticrimine. Dal 2010 al 2012, ha interpretato Marcus Dunne, nella serie Miss Behave.
Nel 2011, è apparso in un episodio di Smallville, nel quale ha interpretato Booster Gold. Nello stesso anno a recitato nella serie Venice the Series. Nel 2014, è apparso in alcuni episodi di Acting Dead, Rizzoli & Isles, Extant e The Bay. Nel 2018, ha recitato nel film To the Beat! e nella miniserie Ladies of the Lake: Return to Avalon. Dal 13 novembre 2008, interpreta Brady Black nella soap opera, Il tempo della nostra vita. Il personaggio era stato precedentemente interpretato da Kyle Lowder, fino al 2005. Nel 2014, per il ruolo ha vinto un Daytime Emmy Award per il miglior attore non protagonista in una serie drammatica.

## Vita privata
Ha sposato Lisa Kouchak il 10 ottobre 2003. La coppia ha due figli gemelli, nati il 7 aprile 2006.

## Filmografia

### Cinema
- Spanish Fly, regia di Will Wallace (2002)
- To the Beat!, regia di Jillian Clare (2018)
- To the Beat!: Back 2 School, regia di Jillian Clare (2020)
- Days of Our Lives: A Very Salem Christmas, regia di Noel Maxam (2021)

### Televisione
- Passions - serie TV, 788 episodi (2002-2008)
- Brawn & Glamour - serie TV (2008)
- NCIS - Unità anticrimine (NCIS: Naval Criminal Investigative Service) - serie TV, episodio 6x07 (2008)
- Il tempo della nostra vita (Days of Our Lives) - serie TV, 1726 episodi (2008-in corso)
- Miss Behave - serie TV, 3 episodi (2010-2012)
- Smallville - serie TV, episodio 10x18 (2011)
- Venice the Series - serie TV, 12 episodi (2011-2012)
- Acting Dead - serie TV, 2 episodi (2014)
- Rizzoli & Isles - serie TV, episodio 5x05 (2014)
- The Other Hef - serie TV, 5 episodi (2014)
- Extant - serie TV, 6 episodi (2014)
- The Bay - serie TV, 4 episodi (2014-2015)
- Ladies of the Lake: Return to Avalon - miniserie TV, episodio 1x01 (2018)
- Digital Sky - serie TV, episodio 1x01 (2020)
- Red Riding Hoods - serie TV, 2 episodi (2021)

### Cortometraggi
- The Cheater, regia di Will Wallace (2001)
- Four Steps, regia di Karen Wilkens (2009)
- Insane, regia di Sonia Blangiardo (2023)

## Riconoscimenti
- Daytime Emmy Awards
  - 2014 - Miglior attore non protagonista in una serie drammatica per Il tempo della nostra vita
  - 2019 – Candidatura al miglior attore non protagonista in una serie drammatica per Il tempo della nostra vita
  - 2022 – Candidatura al miglior attore protagonista in una serie drammatica per Il tempo della nostra vita
  - 2024 – Candidatura al miglior attore protagonista in una serie drammatica per Il tempo della nostra vita

## Doppiatori italiani
Nelle versioni in italiano delle opere in cui ha recitato, Eric Martsolf è stato doppiato da:
- Massimo Bitossi in NCIS - Unità anticrimine
- Riccardo Rossi in Smallville